# ジェイソン・テイタム
ジェイソン・クリストファー・テイタム（Jayson Christopher Tatum, （[ˈteɪtʌm]）; 1998年3月3日 - ）は、アメリカ合衆国ミズーリ州セントルイス出身のプロバスケットボール選手。NBAのボストン・セルティックスに所属している。ポジションは主にスモールフォワードまたはパワーフォワード。

## 経歴

### 高校

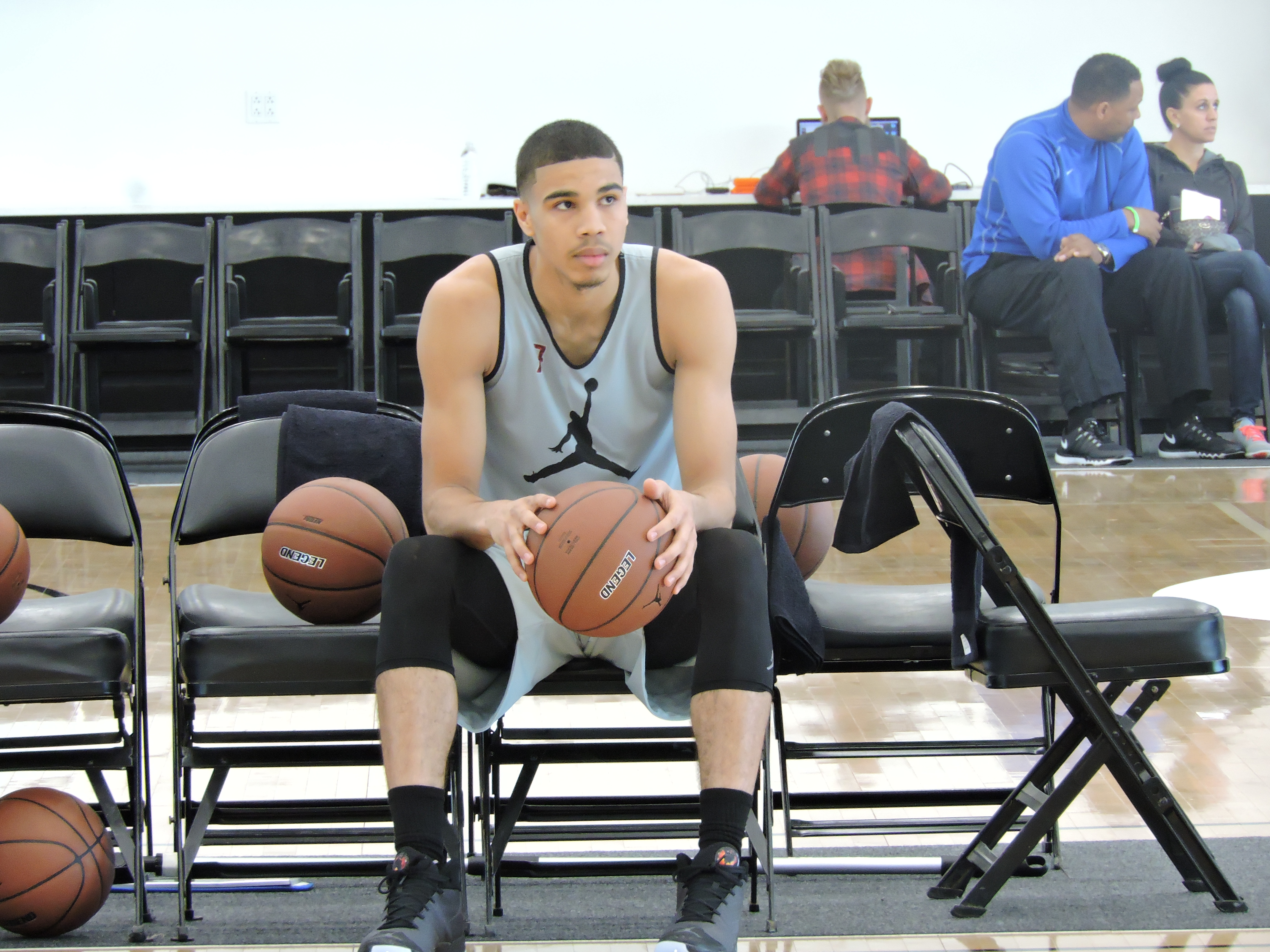
ジョーダン・ブランド・クラシックでのテイタム（2016年）

ミズーリ州セントルイスにあるチャミネード高校3年生時には平均29.5得点、9.1リバウンド、3.0アシストを記録し同高校を州王者へと導き、マクドナルド・オール・アメリカンに選ばれ、ゲータレード年間最優秀選手賞にも選出され、全米屈指のオールラウンダーとして名を馳せた。4年生になる前には、ノースカロライナ大学、ケンタッキー大学、デューク大学、母と父の母校であるセントルイス大学など多くの強豪大学からオファーが来ていたが、デューク大学に進学を決意した。

### カレッジリクルート
| 氏名 | 出身                                                                            | 高校 / 大学            | 身長               | 体重           | コミット日    |
| --- | ------------------------------------------------------------------------------- | ---------------------- | ------------------ | -------------- | ------------- |
| ジェイソン・テイタム SF | セントルイス, ミズーリ州                                                        | Chaminade College Prep | 6 ft 8 in (2.03 m) | 205 lb (93 kg) | 2015年7月12日 |
| ジェイソン・テイタム SF | リクルート スターレーティング: Scout: Rivals: 247Sports: ESPN: ESPNグレード: 97 |                        |                    |                |               |
| 全リクルート順位: Scout: 4 Rivals: 3 ESPN: 3 |                                                                                 |                        |                    |                |               |
| - 注意: 多くの場合、Scout、Rivals、247Sports、ESPNの間で身長、体重が一致しない可能性がある。 - これらの場合、平均をとっている。ESPNグレードは100ポイントスケールに基づいている。 出典: - “2016 Duke Basketball Commitment List”. Rivals.com. 2020年10月5日閲覧。 - “2016 Team Ranking”. Rivals.com. 2020年10月5日閲覧。 |                                                                                 |                        |                    |                |               |

### カレッジ

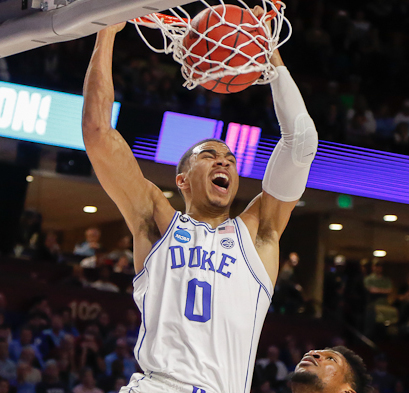
デューク大学でのテイタム（2017年）

デューク大学に進学後は足の故障で出遅れたものの、スターターに定着し29試合の出場で平均16.8得点、7.3リバウンド、2.1アシストを記録し、1年間だけプレーして2017年のNBAドラフトにアーリーエントリーすることを表明した。

### ボストン・セルティックス
ドラフト直前にフィラデルフィア・セブンティシクサーズと指名権をトレードしていたボストン・セルティックスに全体3位指名された。

#### 2017-18シーズン

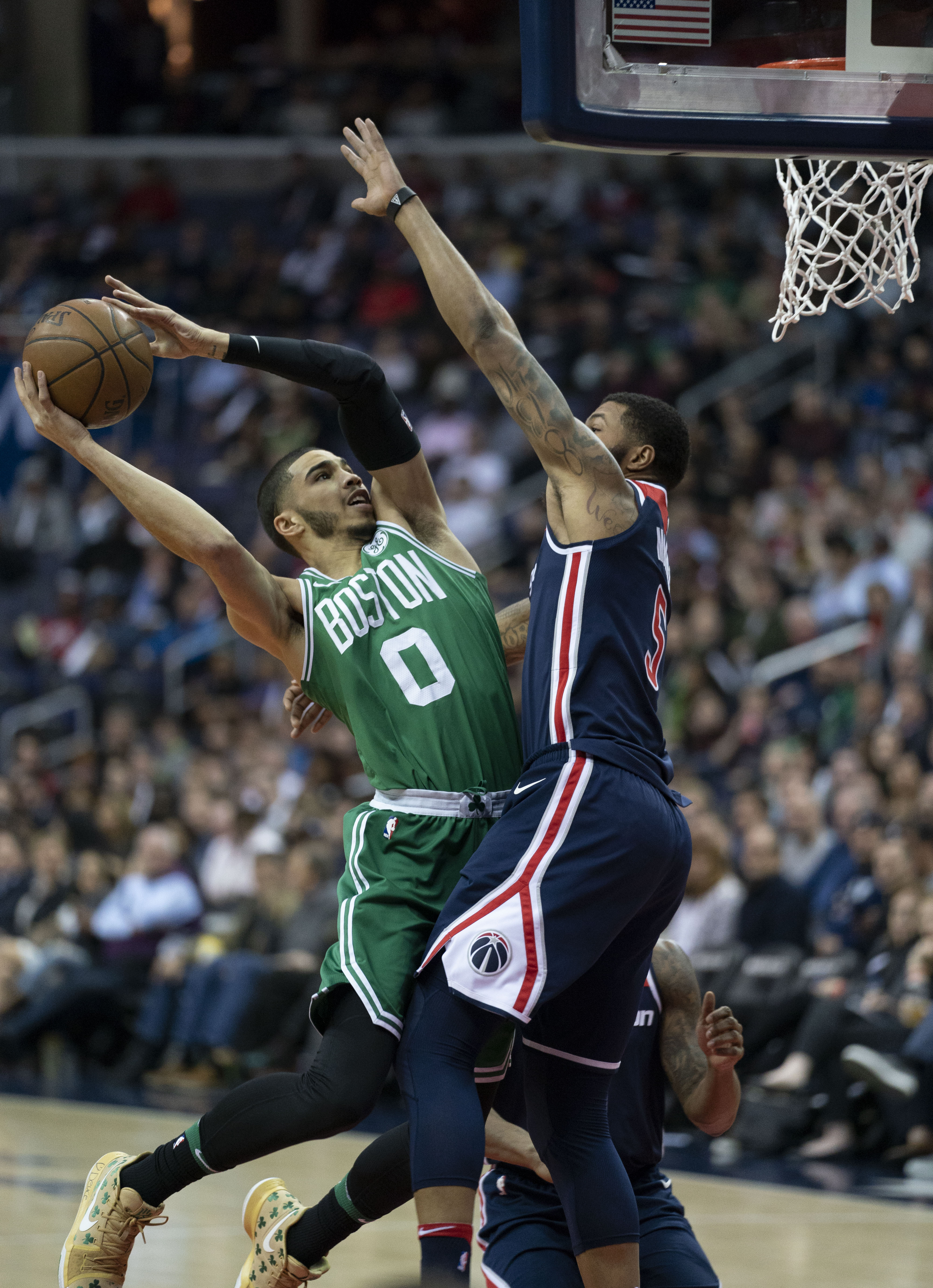
ワシントン・ウィザーズ戦にてシュートを試みるテイタム（2017年）

開幕戦で先発出場しNBA初出場を果たしたが、同じポジションのゴードン・ヘイワードがシーズン終了の負傷をしたこともあって、その後も新人としては非常に長い時間の出場機会を与えられた。2018年2月2日に行われたアトランタ・ホークス戦で自己最多となる27得点を記録した。試合はカイリー・アービング等を欠きながらもセルティックスが119-110で勝利した。
プレーオフ1回戦、対ミルウォーキー・バックスの初戦で19得点、10リバウンドを記録、試合はオーバータイムの末、113-107で勝利した。2回戦、対フィラデルフィア・76ersの初戦でプレーオフでの自己最多となる28得点を記録、試合は117-101で勝利した。テイタムはカリーム・アブドゥル＝ジャバー以来となるルーキーでのプレーオフで20得点以上を10試合記録した。レブロン・ジェームズはテイタムを、「ヤングキング」と絶賛し「新たな高み、スーパースターのレベルに達している」と述べた。
レギュラーシーズンでは、80試合に平均30.5分の出場で13.9得点、5.0リバウンド、1.6アシスト、1.0スティール、0.7ブロックなどを記録した。スリーポイントの成功率は43.4%だった。新人王の投票ではベン・シモンズ、ドノバン・ミッチェルに次ぐ3位だった。

#### 2018-19シーズン
フィラデルフィア・76ersとの開幕戦でテイタムは23得点、9リバウンド、3アシストを記録し、105-87で勝利した。 10月20日、ニューヨーク・ニックス戦で24得点、14リバウンドを記録し103-101で勝利した。12月25日、フィラデルフィア・76ers戦で23得点、10リバウンドを記録し、121-114で勝利した。

#### 2019-20シーズン

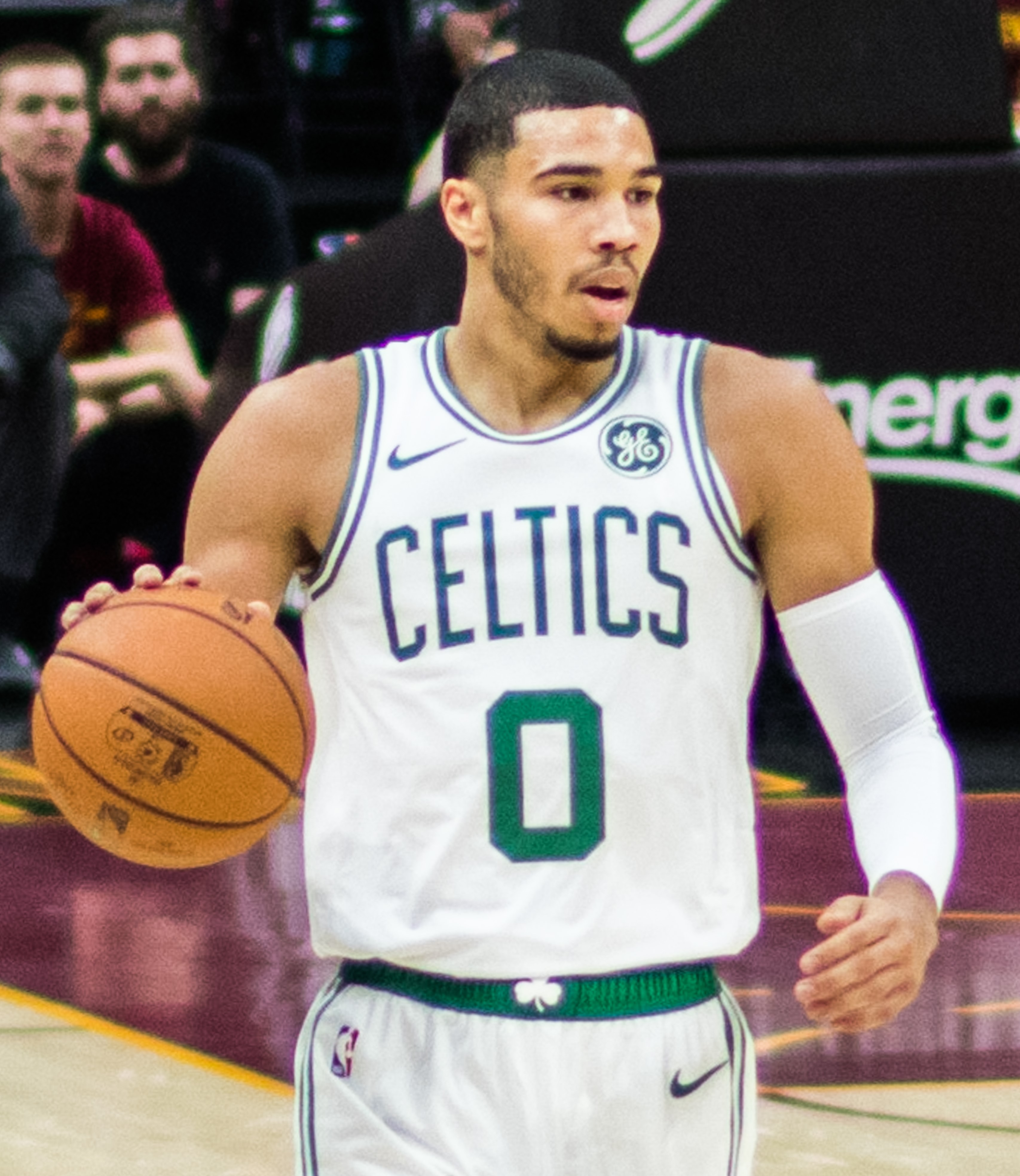
2020年9月のセルティックスでのテイタム

2019年12月22日、シャーロット・ホーネッツ戦にて自己最多の39得点、12リバウンドを記録し、119-93で勝利した。2020年1月11日、ニューオーリンズ・ペリカンズ戦にて自己最多の41得点を記録した。1月30日、初のNBAオールスターゲームにリザーブとして選出された。2月13日、ロサンゼルス・クリッパーズ戦にてテイタムは再び39得点を記録し自己最多となる47分間出場した。2月23日、ロサンゼルス・レイカーズ戦にてまたしても自己最多の41得点を記録したが、114-112で敗れた。レギュラーシーズンでは、66試合に平均34.3分の出場で23.4得点、7.0リバウンド、3.0アシスト、1.4スティール、0.9ブロックなどを記録した。スリーポイントの成功率は40.3%だった。自身初のオールNBAサードチームに選出された。
プレーオフでは、1回戦目のフィラデルフィア・セブンティシクサーズ戦はスウィープで勝利し、カンファレンスセミファイナルではトロント・ラプターズと対戦。第7戦までもつれるなど接戦となったが勝利し、テイタムは3年間の中で2回目となるカンファレンスファイナルに出場を果たし、相手はマイアミ・ヒートとなった。しかし、ボストンはジミー・バトラーやバム・アデバヨを中心としたヒートのディフェンスに苦戦し第6戦まで粘ったが敗退した。

#### 2020-21シーズン
2020年11月22日、セルティックスと5年総額1億9500万ドルのマックス契約を結び契約延長した。同年12月23日のシーズン開幕のミルウォーキー・バックス戦にて、第4クォーター残り8.9秒の1点ビハインドのところでクラッチスリーを沈め、セルティックスは122-121で勝利し、テイタムは30得点、7リバウンドを記録した。2021年1月3日、デトロイト・ピストンズ戦にて24得点と自己最多の12アシストを記録し、チームは122-120で勝利した。翌日のトロント・ラプターズ戦ではシーズンハイの40得点を記録し、126-114で勝利した。その後、同年1月9日にテイタムはCOVID-19の検査で陽性反応があり、複数の試合に出場できなかったことが確認された。復帰後はコロナウイルスに感染した影響もありパフォーマンスが一時期低迷していたが、同年4月9日のミネソタ・ティンバーウルブズ戦では15本のフリースローを含む自己最多の53得点を記録し勝利した。この記録は1983年3月30日に26歳と113日で達成したラリー・バードを上回る、23歳と37日で50得点以上を記録した球団史上最年少となった。また同月30日のサンアントニオ・スパーズ戦では球団記録タイとなる自己最多の60得点を記録した。また、テイタムはデビン・ブッカーに続き、史上2番目の若さで60得点超を達成し、同一シーズンに50得点以上を複数回記録したセルティックスで初の選手となった。
5月18日、プレーイン・トーナメントのワシントン・ウィザーズ戦でテイタムは、50得点（FT：17/17）を記録した。
プレーオフ1回戦では、BIG3（ケビン・デュラント、ジェームズ・ハーデン、カイリー・アービング）を要するブルックリン・ネッツと対戦。第3戦目で50得点、6リバウンド、7アシスト、2スティールを記録した。セルティックスの選手がプレーオフの試合で50得点以上を記録するのは、2017年のアイザイア・トーマス（53得点）以来となり、球団史上6人目となった。また、NBA史上3番目の若さ（23歳86日）で50得点以上を記録した選手となった（他、リック・バリー（23歳21日）、マイケル・ジョーダン（23歳62日））。
シーズン終了後にテイタムはオールNBAチームの候補にも挙げられていたが、ロサンゼルス・クリッパーズのポール・ジョージ（89票）がガード枠での選出ではなく、フォワード枠での選出となったため、投票数で下回り落選となった。また、テイタムは69票と、3rdチームで選出されたカイリー・アービングよりも得票数が多かったものの、アービングはガード枠での選出だったため、フォワード枠のテイタムは落選した。もしテイタムが3rdチームに選出していた場合、ルーキーエクステンション契約（通称デリック・ローズ・ルール）により、キャップの30%（初年度約3300万ドル）での契約資格があったため、4年総額1億9600万ドルで契約延長を結ぶことができた（ドノバン・ミッチェルも同様）。

#### 2021-22シーズン
2021年10月25日のシャーロット・ホーネッツ戦にて、41得点、7リバウンド、8アシストを記録し、オーバータイムの末140-129でセルティックスをシーズン初勝利に貢献した。2022年1月23日のワシントン・ウィザーズ戦にて、自己最多の3ポイント9本成功を含むフィールドゴール28本中18本成功させ、シーズンハイの51得点、10リバウンド、7アシストを記録し、セルティックスは116-87で勝利した。2022年3月7日のブルックリン・ネッツ戦にて、シーズンハイの54得点を記録し、レギュラーシーズンで50得点以上を通算4回以上記録したのはラリー・バードに並ぶ球団史上最多記録となった
2022年4月17日、ブルックリン・ネッツとのカンファレンス1回戦の第1戦では逆転のブザービーターで勝利を決めた。テイタムはエースであるケビン・デュラントをハイレベルに守りながら、オフェンス面でも中心を担う存在となり、攻守においてハイレベルな活躍を残し、ブルックリンをスウィープした。。NBAファイナルでは、6戦中4戦で20得点以上を記録したが、2勝4敗で優勝出来ずに終わった。
オールNBA1stチームに初めて選出されたが、MVP投票で2位のジョエル・エンビードがポジションの都合で2ndチームに選出されたことに対しては異議を唱えた。

#### 2022-23シーズン
2022年11月30日のマイアミ・ヒート戦にて、8本の3ポイント成功を含む、49得点、11リバウンドを記録し、NBA史上最年少となる24歳で900本目のスリーポイントを決め、ブラッドリー・ビールが25歳で記録した記録を上回った。また、45得点、10リバウンド、8本の3ポイントを決めた複数のゲームを記録したNBA史上初の選手となった。2023年のNBAオールスターゲームのイースタン・カンファレンスのスターターに選出され、試合では55得点、10リバウンド、6アシストを記録し、アンソニー・デイビスが持つオールスター最多得点記録の52得点を更新し、オールスターゲームMVPにも輝いた。

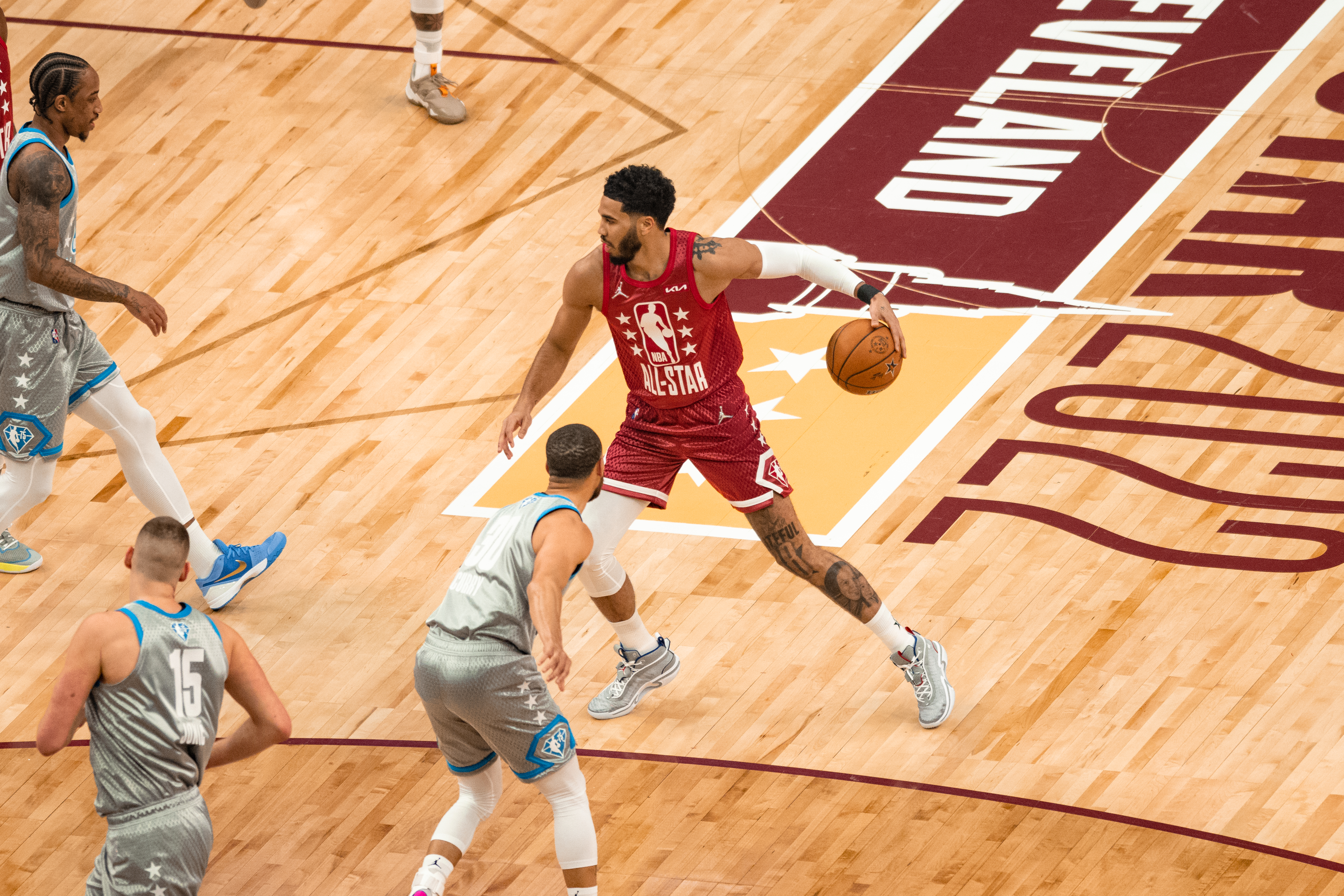
オールスターゲームでのテイタム

プレーオフでは、カンファレンス準々決勝のシクサーズとの第7戦ではプレーオフ自己最多、そしてNBAプレーオフでの第7戦での得点としてはNBA史上最多となる51得点を奪うなど、順調にイースタン・カンファレンスファイナルまで進み、マイアミ・ヒートとの対戦では7戦のうち4戦で30得点以上を記録したが、3勝4敗で敗れ、NBAファイナルには届かなかった。
レギュラーシーズンでは、2年連続2度目のオールNBA1stチームを受賞し、MVP投票では4位だった。

#### 2023-24シーズン
マイアミ・ヒートとのプレーオフ1回戦の初戦で、プレーオフでは自身初のトリプルダブルを記録した。ダラス・マーベリックスとの2024年のNBAファイナルではフィールドゴール成功率38.8%、スリーポイント成功率26.3%と振るわなかったが、5試合で平均22.2得点、7.2アシスト、7.8リバウンドを記録して初優勝を果たした。NBAファイナル最優秀選手賞はジェイレン・ブラウンが受賞した。
レギュラーシーズンでは、3年連続3度目のオールNBA1stチームを受賞し、MVP投票では6位だった。

#### 2024-25シーズン
開幕前にNBA史上最高額となる3億1400万ドルのスーパーマックス契約を結んだ（従来の最高額はジェイレン・ブラウンの3億400万ドル）。
ニューヨーク・ニックスとのカンファレンスセミファイナルの第4戦でアキレス腱断裂の重傷を負ってシーズンを終えた。チームメイトの奮闘により第5戦は勝利するも第6戦で力尽き2勝4敗で敗退した。
レギュラーシーズンでは、4年連続4度目のオールNBA1stチームを受賞し、MVP投票では4位だった。

## 代表経歴
2014年のFIBA-U17世界選手権と2015年のFIBA-U19世界選手権、Eurobasket.com全世界選手権U19の第2チームにアメリカ代表として出場を果たした。
2016年のナイキ・フープサミットにチームUSAの代表として出場し、約17分間出場、14得点、4リバウンド、2アシスト、2スティール、1ブロックを記録した。
2020年の東京オリンピックの代表にも選ばれ、金メダル獲得に貢献した。
2024年のパリオリンピックの代表にも選ばれた。

## プレースタイル
ルーキー時代はウイングとしてキャッチ&シュートの3ポイントシュートとドライブを中心としたスタイルだった。
3年目以降は、チームの中心選手としてトップ近辺でボールを持って始めるオフェンスが増えた。トップでは相手のディフェンス全体を崩す必要があり、シュートチャンスも自らクリエイトしなければいけない為、プルアップでの3ポイントシュートアテンプトを増やした。それでも成功率を落とすことはなく、またドライブでもヘルプが増える中でペイント内得点をより難易度の高いプレーを正確に決めることで得点能力を大きく向上させた。強引なタフショットは減り、両コーナーに大きなキックアウトパスを出しアシスト数も向上した。
2021-22シーズンでは、インサイドでの得点を増加させたが、無理な攻撃が多く、批判も受けた。シーズン後半から、ハンドラーの役割を担うようになり、パスへの意識,自らが囮となりチームメートを生かす動き,積極的なピック・アンド・ロールへの参加などプレイメイク面が向上した結果、自らの得点向上へ繋がった。また、テイタムがボールを独占しなくなった為、チーム全体のオフェンスが向上した。
ディフェンス面では、2年目まではマンマークで粘り強い対応ができず、優れたディフェンダーが揃うセルティックスの中では弱点となっていたが、それ以上にスモールラインナップを好むチームスタイルによりインサイドを担当させられ、パワーファイターではなかった為苦戦した。3年目では、スピードでもフィジカルでも粘り強いマンマークができるようになり、インサイドのヘルプディフェンスまで見違えるように改善した。リバウンド、ブロック、スティールのすべてで自己最多を記録し、強固なディフェンス組織に欠かせない存在になった。

## 人物
- 憧れを抱いているのはコービー・ブライアント、ポール・ピアース、カワイ・レナード[62]。
- ポール・ピアースは『次の偉大なセルティックになれる』と語っている[62]。
- 2021年1月初旬に新型コロナウイルスに感染し、リーグが定める感染規定によって5試合を欠場した。1月25日のブルズ戦から復帰したが、「復帰した最初の試合より現在の状態はいいけれど、走るとすぐに息が苦しくなり、呼吸がしづらい時がある。これは感染してから気がついたこと。問題はいつも起こるわけではないが、これまでよりも疲れやすくなった」と多くの感染者同様に「これまでと何かが違う」と依然として後遺症があることを告白した[63]。
- 2019年6月21日、ジョーダン・ブランドと契約した[2]。
- 2017年12月6日、ガールフレンドとの間に息子が生まれた[64]。
- 2024年8月、エラ・メイとの間に生まれた子供を披露した[65]。

## 個人成績

### NBA

#### レギュラーシーズン
| シーズン     | チーム       | GP  | GS  | MPG  | FG%  | 3P%  | FT%  | RPG | APG | SPG | BPG | PPG  |
| ------------ | ------------ | --- | --- | ---- | ---- | ---- | ---- | --- | --- | --- | --- | ---- |
| 2017–18      | BOS          | 80  | 80  | 30.5 | .475 | .434 | .826 | 5.0 | 1.6 | 1.0 | .7  | 13.9 |
| 2018–19      | BOS          | 79  | 79  | 31.1 | .450 | .373 | .855 | 6.0 | 2.1 | 1.1 | .7  | 15.7 |
| 2019–20      | BOS          | 66  | 66  | 34.3 | .450 | .403 | .812 | 7.0 | 3.0 | 1.4 | .9  | 23.4 |
| 2020–21      | BOS          | 64  | 64  | 35.8 | .459 | .386 | .868 | 7.4 | 4.3 | 1.2 | .5  | 26.4 |
| 2021–22      | BOS          | 76  | 76  | 35.9 | .453 | .353 | .853 | 8.0 | 4.4 | 1.0 | .6  | 26.9 |
| 2022–23      | BOS          | 74  | 74  | 37.1 | .466 | .350 | .854 | 8.8 | 4.6 | 1.1 | .7  | 30.1 |
| 2023–24      | BOS          | 74  | 74  | 35.7 | .471 | .376 | .833 | 8.1 | 4.9 | 1.0 | .6  | 26.9 |
| 2024–25      | BOS          | 72  | 72  | 36.4 | .452 | .343 | .814 | 8.7 | 6.0 | 1.1 | .5  | 26.8 |
| 通算：8年    | 通算：8年    | 585 | 585 | 34.5 | .459 | .370 | .840 | 7.3 | 3.8 | 1.1 | .7  | 23.6 |
| オールスター | オールスター | 7   | 6   | 18.4 | .618 | .408 | .500 | 3.9 | 4.0 | 1.4 | .4  | 18.7 |

#### プレーオフ
| シーズン  | チーム    | GP  | GS  | MPG  | FG%  | 3P%  | FT%  | RPG  | APG | SPG | BPG | PPG  |
| --------- | --------- | --- | --- | ---- | ---- | ---- | ---- | ---- | --- | --- | --- | ---- |
| 2018      | BOS       | 19  | 19  | 35.9 | .471 | .324 | .845 | 4.4  | 2.7 | 1.2 | .5  | 18.5 |
| 2019      | BOS       | 9   | 9   | 32.8 | .438 | .323 | .744 | 6.7  | 1.9 | 1.1 | .8  | 15.2 |
| 2020      | BOS       | 17  | 17  | 40.6 | .434 | .373 | .813 | 10.0 | 5.0 | 1.0 | 1.2 | 25.7 |
| 2021      | BOS       | 5   | 5   | 37.0 | .423 | .389 | .918 | 5.8  | 4.6 | 1.2 | 1.6 | 30.6 |
| 2022      | BOS       | 24  | 24  | 41.0 | .426 | .393 | .800 | 6.7  | 6.2 | 1.2 | .9  | 25.6 |
| 2023      | BOS       | 20  | 20  | 40.0 | .458 | .323 | .876 | 10.5 | 5.3 | 1.1 | 1.1 | 27.2 |
| 2024      | BOS       | 19  | 19  | 40.4 | .427 | .283 | .861 | 9.7  | 6.3 | 1.1 | .7  | 25.0 |
| 2025      | BOS       | 8   | 8   | 40.3 | .423 | .372 | .889 | 11.5 | 5.4 | 2.1 | .8  | 28.1 |
| 出場：8回 | 出場：8回 | 121 | 121 | 39.0 | .439 | .348 | .841 | 8.2  | 4.9 | 1.2 | .9  | 24.3 |

### カレッジ
| シーズン | チーム   | GP | GS | MPG  | FG%  | 3P%  | FT%  | RPG | APG | SPG | BPG | PPG  |
| -------- | -------- | -- | -- | ---- | ---- | ---- | ---- | --- | --- | --- | --- | ---- |
| 2016-17  | デューク | 29 | 27 | 33.3 | .452 | .342 | .849 | 7.3 | 2.1 | 1.3 | 1.1 | 16.8 |

### 記録
- 1試合50得点以上：5回[66]
- 1試合最多得点：60得点（2021年4月30日）※デビン・ブッカーに次ぐ史上2番目の若さ
- NBAオールスターゲーム1試合最多得点：55得点（2023年）※歴代最多